# اردوگاه کار اجباری ماوتهاوزن

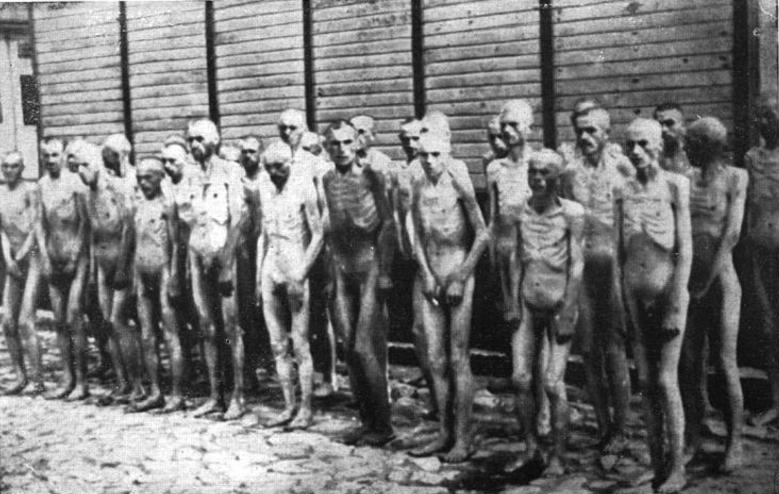
وضعیت زندانیان در اردوگاه مرگ ماوتهاوزن.

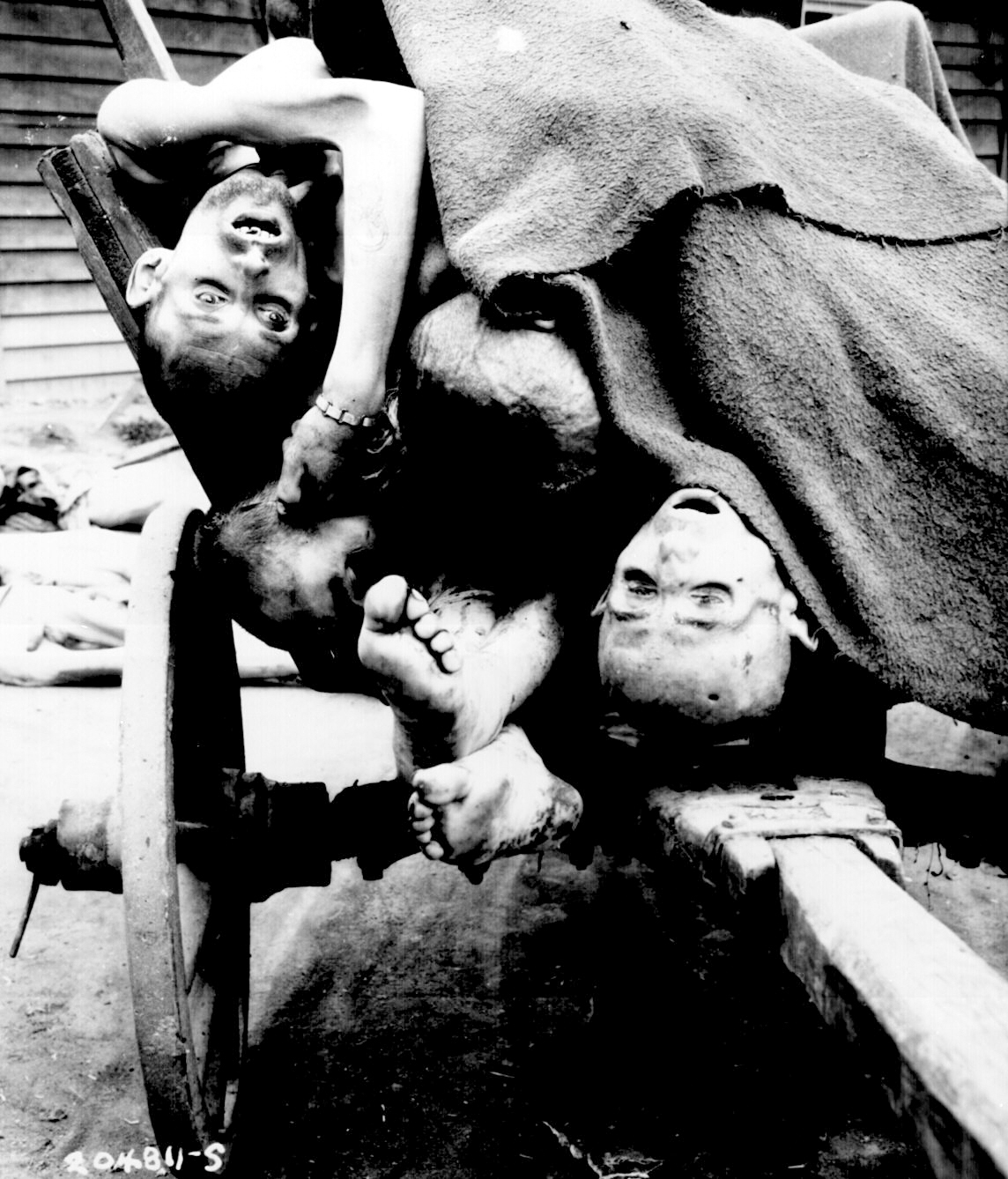
بعضی از افراد مرده غیرنظامی که برای دفن در گورستان‌های دسته جمعی در نزدیک لینز برده می‌شوند.

اردوگاه کار اجباری ماوتهاوزن (به آلمانی: KZ Mauthausen) از بزرگترین اردوگاه‌های کار اجباری نازی‌ها بود که توسط رژیم نازی در سال ۱۹۳۸ در بالای شهر بازاری موتاسن، در ۲۰ کیلومتری شرق لینتس در نزدیکی اوبراسترایش ساخته شد. سه اردوگاه کار اجباری، اردوگاه کار اجباری گوسن در و اطراف روستای زانکت گورگن آندر گوزن، تنها چند کیلومتر از ماوتهاوزن، بخش قابل توجهی از زندانیان، بیش از تعداد زندانیان در اردوگاه اصلی ماوتهاوزن را در مجتمع اردوگاه نگهداری می‌کردند.
بیش از ۹۵ هزار نفر از سوسیالیست‌ها، کمونیست‌ها، آنارشیست‌ها و بسیاری دیگر در این اردوگاه به قتل رسیدند. این اردوگاه ۶۰ اردوگاه فرعی نیز داشت.
برخلاف بسیاری از اردوگاه‌های کار اجباری دیگر که برای همه گروه‌های زندانیان در نظر گرفته شده بود، ماوتهاوزن بیشتر برای پاکسازی از راه کار اجباری روشنفکران اینتلیجنتسیا - افراد تحصیل کرده و اعضای طبقات اجتماعی بالاتر در کشورها استفاده می‌شد. تحت فرمان اروپای تحت اشغال آلمان نازی در طول جنگ جهانی دوم. کمپ اصلی ماوتهاوزن اکنون به موزه تبدیل شده‌است.